# Staszów (công xã)
Gmina Staszów  là một Gmina đô thị-nông thôn (công xã) ở Staszów, Świętokrzyskie Voivodeship, ở miền trung nam Ba Lan. Khu vực hành chính của nó là thị trấn Staszów, nằm cách khoảng 53 kilômét (33 mi) về phía đông nam của thủ đô khu vực Kielce.
Gmina có diện tích 227,52 kilômét vuông (87,8 dặm vuông Anh)     và tính đến năm 2010, tổng dân số của nó là  26.077 (trong đó dân số của Staszów lên tới  15.108, và dân số của vùng nông thôn của  Gmina là  10.969).

## Nhân khẩu học
Theo điều tra dân số Ba Lan năm 2011, có 26.077 người cư trú tại Gmina Staszów, trong đó 48,8% là nam và 51,2% là nữ (trong đó dân số ở khu vực nông thôn lên tới 10.969, trong đó 49,6% là nam và 50,4% là nữ). Ở xã, dân số được trải ra với 19,4% ở độ tuổi 18, 38,3% từ 18 đến 44, 25,1% từ 45 đến 64 và 17,1% từ 65 tuổi trở lên (trong đó dân số  khu vực nông thôn chiếm tới 20% là dưới 18 tuổi, 38,5% là từ 18 đến 44, 22,8% từ 45 đến 64 và 18,6% từ 65 tuổi trở lên).

## Làng
Ngoài thị trấn staszow, Gmina staszow chứa các làng và các khu định cư của Czajków Północny, Czajków Południowy, Czernica, Dobra, Gaj Koniemłocki, Grzybów, Jasień, Koniemłoty, Kopanina, Krzczonowice, Krzywołęcz, Kurozwęki, Laziska, Lenartowice, Łukawica, Mostki, Niemścice, Oględów, Poddębowiec, Podmaleniec, Ponik, Sielec, Smerdyna, Stefanówek, Sztombergi, Wiązownica Duża, Wiązownica Mala, Wiązownica-Kolonia, Wiśniowa, Wiśniowa Poduchowna, Wola Osowa, Wola Wiśniowska, Wolka Żabna, Zagrody và Ziemblice.

## Gmina lân cận
Gmina Staszów giáp với các Gmina của Bogoria, Klimontów, Osiek, Raków, Rytwiany, Szydłów và Tuczępy.